# UEFA U-21欧州選手権1996
UEFA U-21欧州選手権1996（UEFA U-21おうしゅうせんしゅけん1996、スペイン語 : Eurocopa Sub-21 de 1996, 英語 : 1996 UEFA European Under-21 Championship）は、第10回目のUEFA U-21欧州選手権である。本大会は、1996年5月12日から5月31日にかけてスペインで開催された。

## 予選
予選はヨーロッパ各国合計44の国家がそれぞれ6カ国からなる8つのグループに振り分けられ、各グループの首位となった国が本大会出場権を獲得することとなった。

### 出場国
出場選手はen:1996 UEFA European Under-21 Championship squadsを参照。
| 出場国         | 出場資格      | 出場回数 (大会)                                            |
| -------------- | ------------- | ---------------------------------------------------------- |
| フランス       | グループ1首位 | 5回 (1982, 1984, 1986, 1988, 1994)                         |
| スペイン       | グループ2首位 | 5回 (1982, 1984, 1986, 1988, 1990)                         |
| ハンガリー     | グループ3首位 | 3回 (1978, 1980, 1986)                                     |
| イタリア       | グループ4首位 | 9回 (1978, 1980, 1982, 1984, 1986, 1988, 1990, 1992, 1994) |
| チェコ         | グループ5首位 | 初出場                                                     |
| ポルトガル     | グループ6首位 | 1回 (1994)                                                 |
| ドイツ         | グループ7首位 | 3回 (1982, 1990, 1992)                                     |
| スコットランド | グループ8首位 | 4回 (1980, 1982, 1984, 1988)                               |

## 結果

### ベスト8
|            | 2戦合計 |                | 第1戦 | 第2戦 |
| ---------- | ------- | -------------- | ----- | ----- |
| ハンガリー | 3-4     | スコットランド | 2-1   | 1-3   |
| ドイツ     | 1-4     | フランス       | 0-0   | 1-4   |
| ポルトガル | 1-2     | イタリア       | 1-0   | 0-2   |
| スペイン   | 4-2     | チェコ         | 2-1   | 1-2   |

### ベスト4
|          | スコア |                |
| -------- | ------ | -------------- |
| イタリア | 1-0    | フランス       |
| スペイン | 2-1    | スコットランド |

### 決勝
| 1996年5月31日 決勝 |

| イタリア                                                       | 1 - 1 (延長) | スペイン                                          |
| イディアケス 11分 (o.g.)                                       | レポート     | ラウール 42分                                     |
|                                                                | PK戦         |                                                   |
| クリスティアン・パヌッチ ピストーネ フレージ ネスタ モルフェオ | 4 - 2        | デ・ラ・ペーニャ デ・ペドロ アランサバル ラウール |

| エスタディ・オリンピク・デ・モントフイク, バルセロナ 観客数: 34,600人 主審: ギュンター・ベンケ |